# Zerstörer 5
Die USS Dyson (DD-572)  war ein Zerstörer der Fletcher-Klasse der US Navy. Sie wurde während des Zweiten Weltkrieges vorwiegend im Pazifik eingesetzt. 1960 wurde die USS Dyson als Rüstungshilfe leihweise der Bundesrepublik Deutschland überlassen und bei der Bundesmarine zum Zerstörer 5 (D 179). 1982 ging das Schiff als Ersatzteilträger an die Griechische Marine.

## Namensgeber
Rear Admiral Charles Wilson Dyson (2. Dezember 1861 – 25. Oktober 1930) war Offizier und Ingenieur der US-Marine.

## Technik

### Rumpf und Antrieb
Der Rumpf der USS Dyson war 114,7 m lang und 12,2 m breit. Der Tiefgang betrug 5,4 m, die Verdrängung 2.100 Tonnen. Der Antrieb des Schiffs erfolgte durch zwei Dampfturbinen von General Electric, der Dampf wurde in vier Kesseln von Babcock & Wilcox erzeugt. Die Leistung betrug 60.000 Wellen-PS, die Höchstgeschwindigkeit lag bei 35 Knoten.

### Bewaffnung und Elektronik
Hauptbewaffnung der USS Dyson waren bei Indienststellung ihre fünf 5-Zoll/127-mm-Mark-30-Einzeltürme. Dazu kamen diverse Flugabwehrkanonen.
Die USS Dyson war mit Radar ausgerüstet. Am Mast über der Brücke waren ein SG- und ein SC-Radar montiert, mit denen Flugzeuge auf Entfernungen zwischen 15 und 30 Seemeilen und Schiffe in Entfernungen zwischen 10 und 22 Seemeilen geortet werden konnten.

## Geschichte
USS Dyson (DD-572) lief am 15. April 1942 bei Consolidates Steel Corp. in Orange, Texas vom Stapel. Getauft wurde der Zerstörer von der Witwe des Namensgebers und am 30. Dezember 1942 unter dem Kommando von Commander R. A. Gano in Dienst gestellt.

### 1943
Nachdem sie im Geleitdienst entlang der Ostküste und zur Karibik eingesetzt war, verlegte die Dyson am 14. Mai 1943 von New York in den Pazifik. Sie wurde der Task Force (TF) 36 auf Noumea unterstellt und operierte von dieser Basis und Espiritu Santu im Patrouillen- und Geleitdienst. Im August wurde sie auf den Salomonen eingesetzt. In der Nacht vom 3. auf den 4. September versenkte sie zusammen mit der Pringle zwischen Choiseul und Kolombangara zwei japanische Lastkähne und beschädigte einen dritten. Im weiteren Verlauf des Monats beschoss die Dyson ein nicht identifiziertes Schiff, welches in Brand geriet und außer Sicht kam.
Im Oktober 1943 stach die Dyson von Espiritu Santo aus in See, um zusammen mit anderen Schiffen des Destroyer Squadron (DesRon) 23 Little Beavers die Landung bei Kap Torokina auf Bougainville zu unterstützen. Am 1. November griffen sie Flugplätze auf Buka, Mono und den Shortland-Inseln an, um japanische Luftangriffe während der alliierten Landung zu unterbinden. Während der in der Nacht vom 1. auf den 2. November stattfindenden Seeschlacht bei der Kaiserin-Augusta-Bucht fing die Task Force 39 einen japanischen Verband, der die Transportschiffe angreifen sollte, ab und schlug ihn zurück. Der japanische Leichte Kreuzer Sendai und der Zerstörer Hatsukaze wurden im Verlauf der Schlacht versenkt.
Am 17. November 1943 erfolgte ein erneuter Angriff auf den Flugplatz auf Buka. In der Nacht vom 24. auf den 25. November nahm die Dyson zusammen mit den Zerstörern Charles Ausburne, Claxton, Converse und Spence an der Schlacht bei Kap St. George teil. Die Zerstörer unter dem Kommando von Kommodore A. A. Burke versenkten die drei japanischen Zerstörer Onami, Makinami sowie Yuguri und beschädigten Amagiri sowie Uzuki.

### 1944

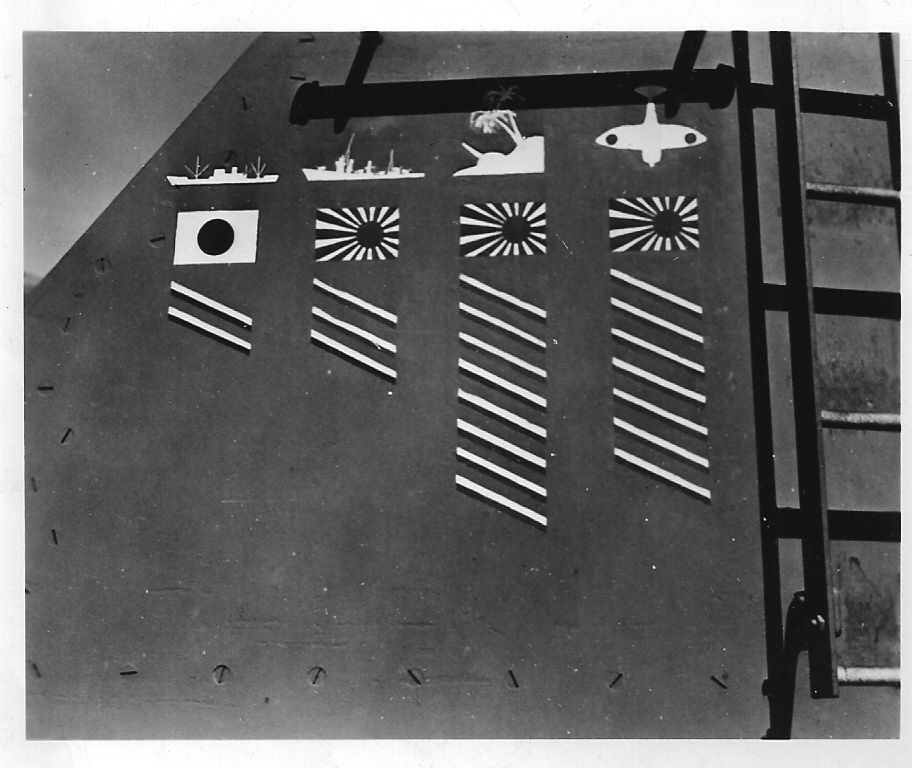
Markierungen auf der Feuerleitanlage der Dyson 1944
(2 Frachter und 3 Kriegsschiffe versenkt, 8 Einsätze gegen Landziele, Abschuss von 7 Flugzeugen)

USS Dyson blieb bis März 1944 in den Salomonen. Neben Unternehmungen entlang der Küste von Bougainville, operierte sie auf die japanischen Nachschubwege nach Rabaul, um japanische Verstärkungen für Bougainville zu verhindern. Im Februar gehörte sie zu den Unterstützungskräften für die Landung auf Green Island. Es folgten zwei Einsätzen bei Neuirland. Hierbei wurde Kavieng beschossen, und am 22. Februar versenkte sie zwei Handelsschiffe, einen Zerstörer-Minenleger, ein Patrouillenfahrzeug und zwei Lastkähne. Am nächsten Tag beschoss sie Landziele auf der Duke-of-York-Insel und gehörte anschließend der Task Force 31 an, die die Landung auf Emirau deckte.
Ab 25. März 1944 war sie Teil der Task Force 58 und schirmte die Flugzeugträger während der Angriffe auf Palau, Yap, Ulithi und Woleai zwischen dem 30. März und dem 1. April, der Einnahme Hollandias zwischen dem 21. und dem 23. April sowie der Angriffe auf Truk, Satawan und Ponape zwischen dem 29. April und dem 1. Mai 1944. Im Juni war sie an Angriffen auf Saipan und Pagan, die der Vorbereitung der Landung dienten, sowie an Ablenkungsangriffen auf die Bonin-Inseln beteiligt. Die USS Dyson schirmte erneut die Flugzeugträger während der Schlacht in der Philippinensee. Anschließend nahm sie an der Eroberung der Marianen teil, bekämpfte den von Guam und Rota kommenden japanischen Schiffsverkehr und setzte ihre Artillerie gegen Landziele ein. Nach ihrer Überholung an der amerikanischen Ostküste gehörte die USS Dyson ab November wieder der TF 38 an.

### 1945
Der Zerstörer nahm an Angriffen auf Luzon, Formosa, der chinesischen Küste und Nansei Shoto teil. Im Februar wurde USS Dyson zur Task Force 78 abgestellt. Sie eskortierte Geleitzüge von der San Pedro Bay zur Subic Bay und beschoss japanische Truppenkonzentrationen während der Rückeroberung von Corregidor. Als USS Saunter (AM-295) auf eine Mine lief, übernahm die USS Dyson die Verwundeten und leistete Hilfe bei den Bergungsarbeiten. Der Zerstörer blieb in den Philippinen und nahm an den Landungen auf Panay, Los Negros sowie Mindanao teil. Am 16. Mai 1945 erreichte das Schiff Okinawa und wurde bis Kriegsende für Patrouillen, als Radarposten, Geleitdienst und zur Seenotrettung eingesetzt.

### Nachkriegszeit
Am 10. September nahm sie Kurs auf die Vereinigten Staaten und erreichte Washington D.C. am 17. Oktober. Zwei Tage später wurde das DesRon 23 durch Marineminister James V. Forrestal mit der Presidential Unit Citation für hervorragende Leistungen während der Einsätze in den Salomonen 1943–1944 ausgezeichnet. Die USS Dyson erhielt neben dieser Auszeichnung elf Battle Stars. Nach der Verlegung zum Marinestützpunkt in Charleston, South Carolina wurde die USS Dyson zur Stromversorgung einer Gruppe außer Dienst gestellter Zerstörer eingesetzt, bis sie selber am 31. März 1947 außer Dienst gestellt und der Reserveflotte zugeteilt wurde.

## Zerstörer 5 (D 179)

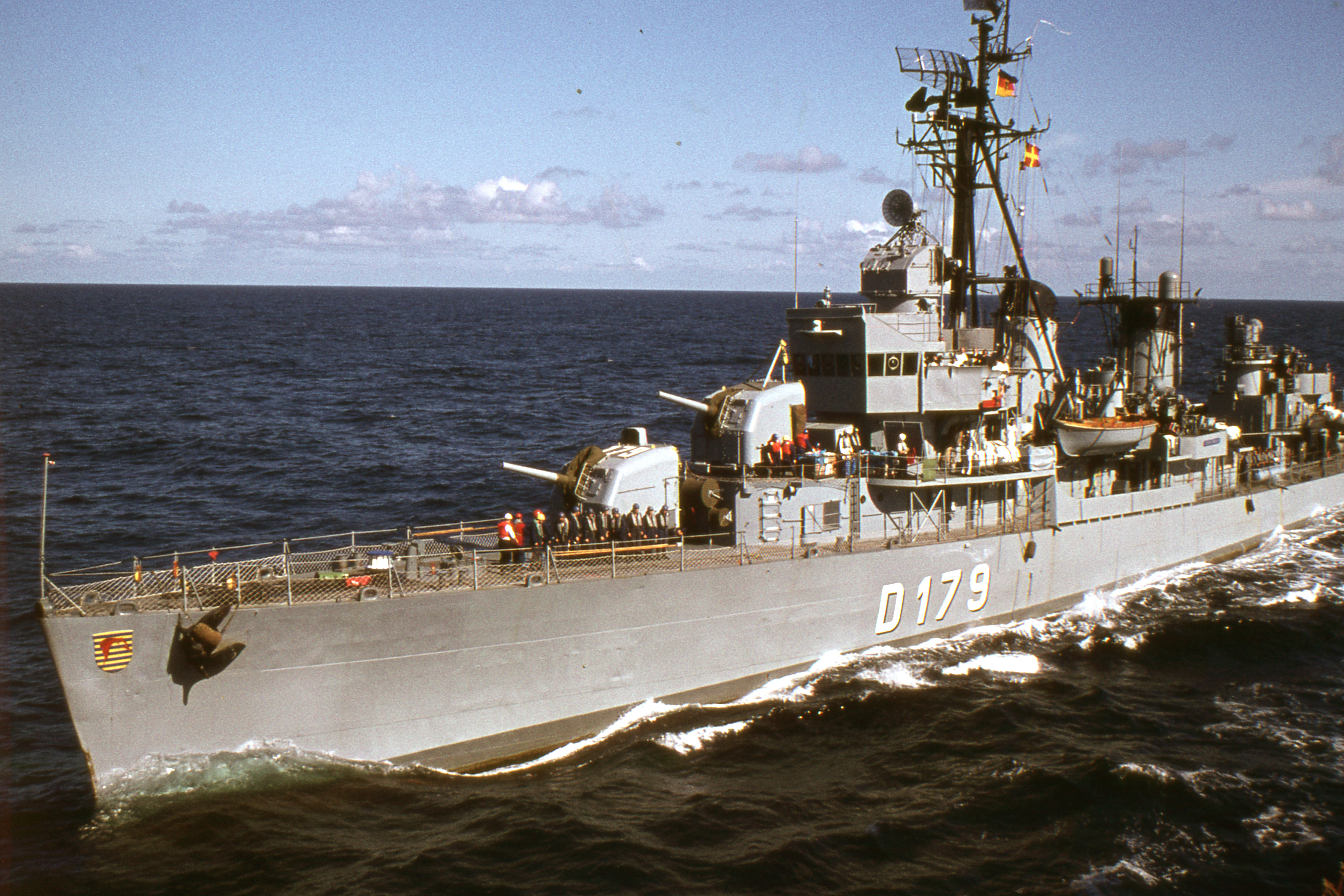
Z 5 läuft an zur Seeversorgung (1974)

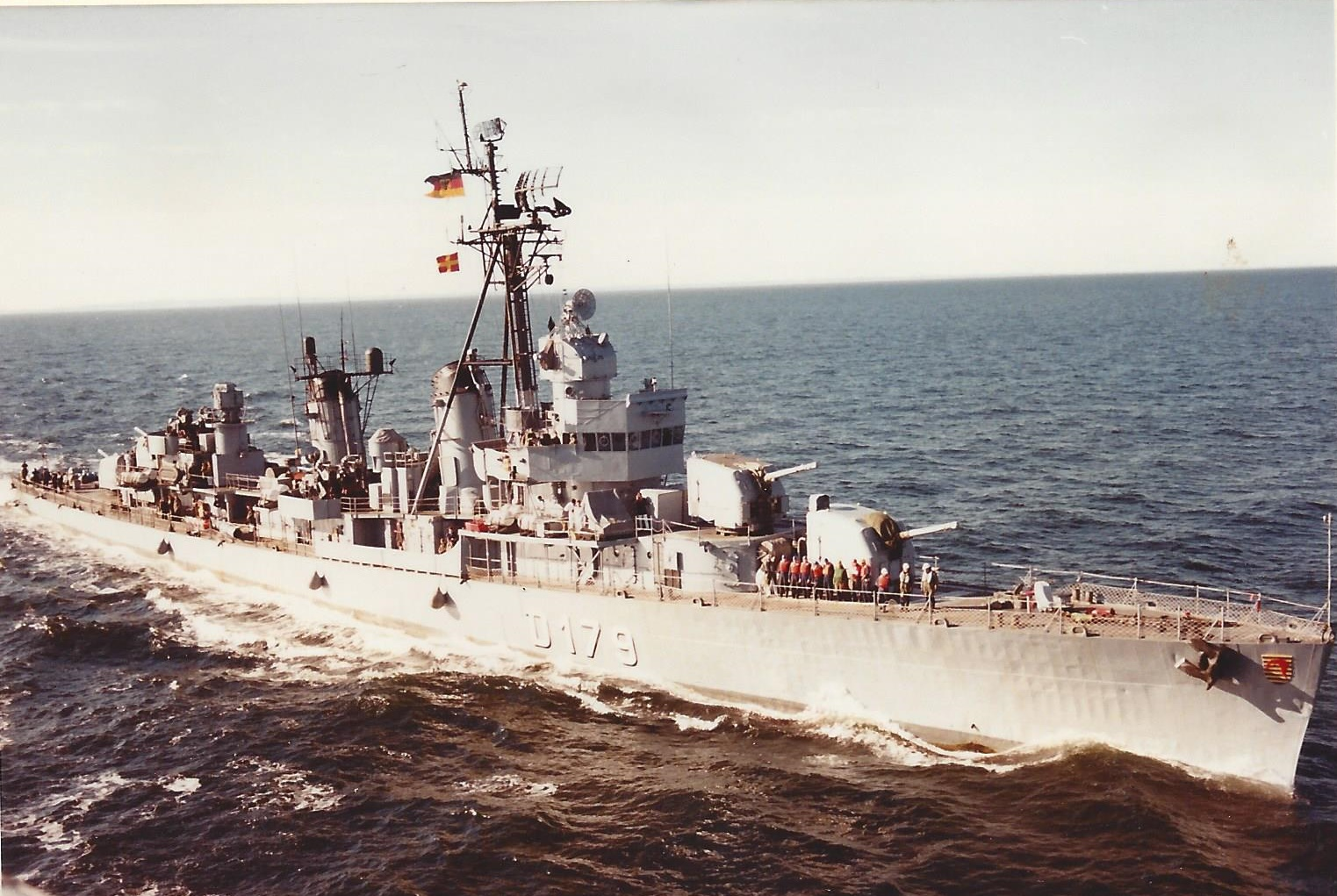
Z 5 in der Nordsee (1981)

1959 wurde der Zerstörer in der Charleston Navy Yard grundüberholt und modernisiert. Der Geschützturm 3 wurde entfernt, ebenso alle 20-mm-Flak und die vordere Torpedorohrgruppe. Es wurden sechs 3" Flak in Doppellafetten sowie deutsche Navigationsgeräte eingebaut und der Pfahlmast durch einen Dreibeinmast ersetzt. Die Umbaukosten betrugen etwa fünf Millionen US-Dollar. Am 17. Februar 1960 wurde USS Dyson leihweise an die Bundesrepublik Deutschland übergeben, die das Schiff am 23. Februar 1960 als Zerstörer 5 in Dienst stellte. Nach Erprobungen und Übungen verließ Zerstörer 5 Charleston am 9. Juni 1960 und fuhr nach Flensburg. Zerstörer 5 gehörte zum 3. Zerstörergeschwader.
Das Schiff wurde im Rahmen der Werftliegezeiten mehrmals umgebaut. So wurde die Brücke unter Wegfall der offenen Brücke vergrößert und es wurden zwei U-Abwehr-Torpedorohre an Oberdeck auf Höhe der Torpedorohrgruppe aufgestellt. 1973 wurde die verbliebene Torpedorohrgruppe ausgebaut. Der Drehkranz verblieb an Bord und die entstandene Lücke wurde durch einen Laufgang überbrückt. Zerstörer 5 wurde am 1. Oktober 1974 aus der Liste der Kriegsschiffe der US Navy gestrichen und 1976 für ca. 375.000 DM von der Bundesrepublik Deutschland gekauft. Am 1. Juli 1981 wurde der Zerstörer dem 1. Zerstörergeschwader unterstellt und ging am 31. Dezember 1981 aus der Fahrbereitschaft. Das Schiff verließ Kiel am 8. Februar 1982 und lief über Brest, Lissabon und Augusta nach Kreta. Am 23. Februar erreichte Zerstörer 5 die Souda-Bucht und wurde am 26. Februar 1982 außer Dienst gestellt. Zugleich erfolgte die Übernahme durch die Griechische Marine als Materialersatzteilträger. Im Juni 1992 wurde der Zerstörer in Eleusis abgebrochen.

## Kommandanten (Bundesmarine)
- Fregattenkapitän Albrecht Obermaier: von Februar 1960 bis Dezember 1961
- Fregattenkapitän Helmut Schmoeckel: von Januar 1961 bis Dezember 1962
- Fregattenkapitän Kurt Seizinger: von Januar 1963 bis Mai 1963
- Korvettenkapitän Gustav-Adolf Diedrich: von Mai 1963 bis Dezember 1963
- Korvettenkapitän Hermann Schultz: von Dezember 1963 bis September 1965
- Korvettenkapitän Hillmann: von Oktober 1965 bis September 1965
- Außerdienststellung von September 1965 bis September 1968
- Fregattenkapitän Paul Fischer: von September 1968 bis August 1970
- reduzierte Besatzung von August 1970 bis September 1971
- Fregattenkapitän Hanns-Joachim Gamböck: von Oktober 1971 bis Januar 1974
- Fregattenkapitän Joachim Warkocz: von Februar 1974 bis Juni 1975
- Fregattenkapitän Meinhard Groothuis: von Juli 1975 bis September 1978
- Fregattenkapitän Eberhard Eicke: von Oktober 1978 bis September 1981
- Korvettenkapitän Hans-Erwin Dietrich mit der Wahrnehmung der Geschäfte beauftragt: von Oktober 1981 bis Januar 1982
- Kapitän zur See Joachim Warkocz: Februar 1982